# Condé-en-Brie
Condé-en-Brie é uma comuna francesa na região administrativa de Altos da França, no departamento de Aisne. Estende-se por uma área de 4,56 km². Em 2010 a comuna tinha 708 habitantes (densidade: 155,3 hab./km²).